# 徳島県立徳島科学技術高等学校
徳島県立徳島科学技術高等学校（とくしまけんりつ とくしまかがくぎじゅつこうとうがっこう、英: Tokushima Prefectural Senior High School of Science and Technology）は、徳島県徳島市北矢三町にある県立の高等学校。略称：「科技高（かぎこう）」。
2009年（平成21年）4月1日に開校した。

## 沿革
- 2009年（平成21年）4月1日 徳島県立徳島工業高等学校、徳島県立徳島東工業高等学校、徳島県立水産高等学校の3校が統合し徳島県立徳島科学技術高等学校となる。かつて徳島工業高等学校が存在した位置に建設。

## 類・コース
生徒募集は「類」ごとに実施しており、1年生は各「類」で『共通の学習』を行う。2年生から「コース制」を導入している。

## 設置学科

### 全日制
全日制には工業科と水産科が設置されており、この2つの科には、大学への進学を通して将来の産業界をリードする『高度技術者』をめざす総合科学系と、専門分野に関する知識・技術を身につけ、産業界で活躍できる『実践技術者』をめざす総合技術系の2つの系が存在する。

#### 総合科学系
総合科学類
- 情報科学コース

理数系普通教科を充実させるとともに、情報や電気などの専門科目の基礎を学習することにより、大学で必要とされる基礎学力を習得し、国公立・私立などの四年制大学への進学をめざす。
- 環境科学コース

理数系普通教科を充実させるとともに、環境やエネルギーなどの専門科目の基礎を学習することにより、大学で必要とされる基礎学力を習得し、国公立・私立などの四年制大学への進学をめざす。
海洋科学類
- 海洋科学コース

海洋に関する専門的な知識や技術を習得するとともに、海洋を取り巻く様々な環境問題を学習し水産・海洋系国公立・私立などの四年制大学への進学をめざす。

#### 総合技術系
機械技術類
- 機械コース

機械製品の材料の性質や設計・製図、加工方法についての基礎をはじめ、コンピュータ制御など機械工業の各分野に関する基礎的な知識や技術を習得する。
- 生産システムコース

機械技術の基礎をはじめ、NC工作機械や産業用ロボットなど、自動生産に関する技術や電子的に機械を自動制御するなどの技術を習得する。
電気技術類
- 電気コース

発電から利用まで電気に関する基礎・基本を学ぶとともに、電気工事などの実務的な知識や技術も習得し、電気設備の製造・管理・電気工事等の様々な業務で活躍できる技術者を育成する。
- 情報通信コース

コンピュータに関する基礎からネットワーク、マルチメディアなどの情報通信技術までを学習し、これからの高度情報通信社会に対応できる技術者を育成する。
建設技術類
- 環境土木コース

最新の測量・設計・施工などにかんする実践的な知識や技術を習得するとともに、情報活用能力も身につけた生活環境づくりに配慮できる土木技術者を育成する。 
- 建築コース

建築設計をはじめ，建築物の構造や計画、建築施工に関する法規などの実践的な知識や技術を習得した建築技術者を育成する。 
- 総合デザインコース

インテリアデザインをはじめ、あらゆるデザインの分野に必要な基本的な知識や技術を習得するとともに、将来企業で活躍できるデザイナーを育成する。 
海洋技術類
- 海洋総合コース

船舶の運航・管理・海洋関連産業などに関する知識と技術、小型船による海洋環境調査やダイビングに関する知識と技術を習得する。

### 定時制(工業科)
徳島県内唯一の定時制工業科（夜間）である。1日の授業は4時限。定通併修制度（他高校通信制の課程との併修）などにより、3年間での卒業も可能。
徳島県立徳島中央高等学校に設置されていた定時制の工業科（機械科・電気科・建築科）はこちらに移管され、同時に工業科（機械類・工業技術類）が編成される。なお、定時制の普通科（昼間部午前・昼間部午後・夜間）は従来どおり徳島中央高等学校に残る。
機械類
- 機械コース

工業技術類
- 電気コース
- 建築コース

### 過去の設置学科
徳島県立徳島工業高等学校
- 工業I類 
  - 工業デザインコース
  - 建築コース
  - 土木工学コース
- 工業II類 
  - 機械コース
  - 電子機械コース
  - 電気応用システムコース

徳島県立徳島東工業高等学校
- インテリア科
- 機械科
- 電気科
- 電子科
- 情報技術科
- 電子機械科
- 造船科（閉校時には既に閉科）

徳島県立水産高等学校
- 海洋生産科
  - 栽培コース
  - 海洋コース
- 海洋工学科
  - 電子コース
  - 機械コース
- 水産食品科
  - 製造コース
  - 流通コース
- 専攻科
  - 漁業科
  - 通信技術科
  - 機関科

## 建物概要
- 設計者：東畑建築事務所
- 構造・階数：鉄筋コンクリート造・5F
- 延床面積：20,183m2
- 竣工年：2009年

## 施設・設備
総合科学類
- 燃料電池実験装置
- 原子吸光分析装置
- ガスクロマトグラフ
- 等速直線運動実験装置
- 他

機械技術類
- ガス溶接実習場
- アーク溶接実習場
- 引張試験実習装置
- ロボット実習装置
- 他

電気技術類
- コンピュータ・サーバ
- 高電圧実習装置
- 発電機・電動機実習装置
- CAD実習室（Windows 10）
- シーケンス実習装置
- 高圧受変電設備
- 他

建設技術類
- 建築CAD実習
- GIS(地理情報システム)
- 小型建設機械操作実習
- デザイン総合実習室（Macintosh）
- 他

海洋科学類・海洋技術類
- 気象衛星観測システム
- 造波実習装置
- 回流水槽
- 操船シミュレーション
- 阿州丸
- 日和佐マリンキャンパス
- 他

## 校訓
- 礼儀 - スダチの五弁の白
- 責任 - 吉野川や太平洋の水をイメージする青
- 勤労 - Scienceの頭文字Sの中心から広がる躍動感
- 技術 - Technologyの頭文字Tの構成

### 過去の校訓
徳島県立徳島工業高等学校
- 礼儀を篤くし、勤労に親しみ、責任を重んずる

徳島県立徳島東工業高等学校
- 勉学に邁進する、礼儀を正しくする、責任を重んじる、勤労を尊ぶ

## 校章
科学「Science」の「S」を躍動感のある波の形で、技術「Technology」の「T」をものづくりの基本形である「●■」で構成し、県花である「スダチ」の五弁により明るく照らし出されている様子を表現している。五角形の形をしており、吉野川や太平洋の「水」の流れを表している。

## 校歌
徳島県立徳島科学技術高等学校
- 大高翔 作詞 ／ 松岡貴史 作曲
- 歌詞はスクールカラーを表す「眉山の桜」、「眉山の緑」、「澄む吉野川」が歌われている。

### 過去の校歌
徳島県立徳島工業高等学校
- 北岡信秀 作詞 ／ 高橋尚孝 作曲

徳島県立徳島東工業高等学校
- 野上彰 作詞 ／ 宅孝二 作曲 ／ 石井ミチ子 編曲

## マスコットキャラクター
かぎまる
科学と技術を融合した先端技術であるロボットを親しみやすいキャラクターにしたもの。
ロボットの「開発」は科学技術の創造を、「活用」は産業界の発展を表しており、これは本校の基本方針でもある科学技術への高度化・複合化、社会の変化や産業界の要望に対応した専門教育を展開することにより、技術革新や社会の要請に対応しうる実践力を身につけた技術者を育成することを表現している。毎年、生徒がこのキャラクターをデザインしたタオルが作られている。

## 学校行事
- 入学式
- 工場見学・大学見学
- 生徒総会
- 球技大会
- 中学生体験入学
- オープンスクール
- 体育祭
- 文化祭
- 修学旅行
- 予餞会
- 卒業式

## 部活動

### 体育部
- 陸上競技
- 硬式野球
- 卓球
- バスケットボール
- バレーボール
- ソフトテニス
- サッカー
- ラグビー
- ソフトボール
- 柔道
- 剣道
- 弓道
- ウエイトリフティング
- バドミントン
- 自転車競技
- テニス
- 空手道
- アーチェリー
- ハンドボール

### 文化部
- 美術
- クラフトデザイン
- 写真
- 新聞編集
- 音楽
- 放送
- JRC
- 機械工作
- ロボット研究
- 科技ヒューマンライツ
- 情報科学
- 囲碁

### 同好会
- 合氣道
- 茶道
- ボクシング
- 科学
- 電気工作
- マリンリサーチ
- 家庭クラブ
- 書道
- 水泳

## 歴代校長
| 代数  | 氏名       | 備考               |
| ----- | ---------- | ------------------ |
| 初代  | 蔵本憲昭   | 徳島文理大学教授   |
| 第2代 | 長谷川道雄 | 徳島文理大学准教授 |
| 第3代 | 加渡義治   |                    |
| 第4代 | 美馬持仁   | 徳島県教育長       |
| 第5代 | 伊勢和彦   |                    |
| 第6代 | 藤本和史   |                    |
| 第7代 | 儀宝修     |                    |
| 第8代 | 鎌田敏文   |                    |

## 姉妹校
ドイツにあるブリンクシュトラーセ職業学校と台湾にある台湾国立蘇澳高級海事水産職業学校の2校と姉妹校を締結している。

## 出身者
- 石丸佐知（女優）
- たぬかな（元プロゲーマー）

旧徳島県立徳島工業高等学校
- 遠藤和良（政治家、元公明党衆議院議員、元総務副大臣）
- 篠原央憲（詩人）
- 板東春彦（ミュージシャン）、中退

旧徳島県立徳島東工業高等学校
- アレクサンダー大塚（プロレスラー）
- 大家正喜（マラソン選手、アトランタオリンピック代表）
- 貴島孝雄（エンジニア、山陽小野田市立山口東京理科大学工学部教授）
- 黒田クロ（イラストレーター、漫画家）
- 新崎人生（プロレスラー、みちのくプロレス代表取締役社長）
- 住友雄治（建築家）
- 拳王（プロレスラー、格闘家）

## 交通
- JR徳島駅前バスターミナルより徳島市営バス中央循環バス（右回りまたは左回り）乗車「科学技術高校」下車（どちら回りでも約30分）。（向かい側には徳島県立障害者交流プラザがある）。

## 周辺情報
学校の前を田宮街道（徳島県道30号徳島鴨島線）が通り、北部には一級河川・吉野川やその支流・鮎喰川が流れる。向かい側には徳島県立障害者交流プラザが建っている。また田宮街道沿いはショッピングプラザ タクトやアソビバ!等の商業施設で鬩ぎ合っており、都市化が進んでいる。
学校周辺には他にも徳島県立徳島中央高等学校や徳島県立城北高等学校等の高等学校が存在する。